# スパメン!
『スパメン!』は、ラジオ大阪で2013年9月30日から2018年3月29日まで放送されていた生ワイド番組。
2015年4月2日以降の放送時間は、毎週木曜日の18:00 - 19:45。同年3月25日までは、毎週月曜日 - 木曜日の18:00 - 20:00（いずれもJST）に放送されていた。

## 概要
2013年4月1日から放送されていた『武田英子のニュースにタッチ!』の後継番組で、放送枠を2時間に拡大。武田自身も、全曜日のアシスタントとして続投している。キャッチコピーは、「色んなスパイス聞かせます!」。
放送開始から2014年9月25日までは、藤川貴央（ラジオ大阪アナウンサー）が月・火曜日、中西則善が水・木曜日のパーソナリティを担当。藤川は、水曜日の中継リポーターも兼務していた。しかし、平日早朝の生ワイド番組『モーニングライダー! 藤川貴央です』のパーソナリティに起用されたことから、同月23日放送分で当番組を卒業。以降の放送では、中西が全曜日のパーソナリティを務めてきた。
ラジオ大阪では、2015年4月改編で、当番組月- 水曜日の放送枠に新番組『熟メン!野村啓司です』（毎日放送の元アナウンサー・野村啓司の冠番組）を編成。当番組については、同月2日から、放送時間を毎週木曜日の18:00 - 19:45に変更した。
2018年3月29日で終了。終了時点での放送枠も、『熟メン!野村啓司です』へ引き継がれた。

## 放送時間
- 2013年9月30日 - 2015年3月26日　毎週月 - 木曜日 18:00 - 20:00
- 2015年4月2日 - 2018年3月29日 　毎週木曜日　18:00 - 19:45

## 出演者

### 番組終了時点

#### パーソナリティ
- 中西則善
  - 2013年10月2日から2014年9月25日までは水・木曜日、2014年10月1日から2015年3月26日までは月 - 木曜日（いずれも当時の放送曜日）に出演。

#### アシスタント
- 武田英子
  - 2013年10月2日から2015年3月26日までは、月 - 木曜日に出演。

#### 準レギュラー
- 代走みつくに（主に中継リポーターとして出演）

### 過去

#### パーソナリティ
- 月・火曜担当：藤川貴央（ラジオ大阪アナウンサー、2013年9月30日 - 2014年9月23日、水曜日にも中継リポーターとして出演）

## タイムテーブル
2016年度下半期（2016年9月29日 - 2017年3月）の時点で記載。
- 18時00分：オープニング
- 18時10分：交通情報
- 18時15分：インフォメーション
- 18時25分：教えて!武やん先生
- 18時35分：スパメン劇場
- 18時45分：ココロのオンガク 〜music for you〜（文化放送制作）[3]
- 19時00分：スパメン流!今日は何の日?
- 19時15分：インフォメーション
- 19時22分：「のりよしの小部屋」[4]
- 19時40分：明日の天気・明日の運勢・今日の感想を述べ、エンディング